# 席上珍 (隆武举人)
席上珍（？—？），字待聘，雲南姚安府姚州人，南明政治人物。

## 生平
席上珍是隆武二年（1646年）的舉人。同年，孫可望與李定國等入雲南，席上珍與同里人金世鼎計劃；“城尚可守，盍起兵拒之”，後散盡家財，募集勇士二萬人，與姚州知州何思据姚安城拒守。不久被张虎攻陷，金世鼎自杀，席上珍、何思與被执至昆明。孫可望勸他投降，上珍大声說：“我大明忠臣，肯为若屈耶！”被磔于市。何思亦死之。